# Anthurium barreranum
Anthurium barreranum är en kallaväxtart som beskrevs av Thomas Bernard Croat och D.C.Bay. Anthurium barreranum ingår i släktet Anthurium och familjen kallaväxter. Inga underarter finns listade.